# Thorbjörn Engblad

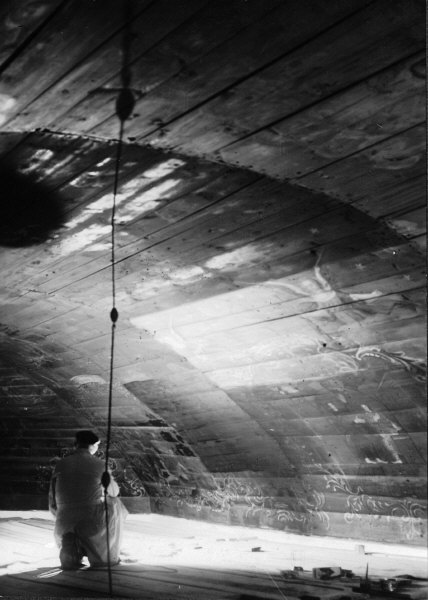
Engblad arbetar med konservering av takmålningar i Svartrå kyrka 1954.

Per Eskil Thorbjörn Engblad, född den 10 december 1903 i Alingsås, död där den 8 april 1974., var en svensk målare och konservator.

## Biografi
Engblad genomgick målarskola och lärde porträttmåleri och färglära. Han blev den mest anlitade konservatorn i Göteborgs stift, framför allt då det gällde att ta fram och konservera takmålningar. Han samarbetade ofta med kyrkomålaren Karl-Erik Sandahl.